# Marcel Poorthuis
Marcel (M.J.H.M.) Poorthuis (Hilversum, 1955) is een Nederlands hoogleraar, theoloog en publicist.

## Leven en werk
Prof. dr. M.J.H.M. Poorthuis werd in 1955 in Hilversum geboren. Hij studeerde theologie aan de Katholieke Theologische Universiteit Utrecht en tegelijkertijd muziek aan het Hilversums Conservatorium. Hij begon zijn loopbaan bij het secretariaat van de Nederlandse Katholieke Kerk. Poorthuis promoveerde in 1992 tot doctor op de commentaren van de Frans-joodse filosoof Levinas op de Talmoed. Zijn promotoren waren Rabbijn prof. Yehuda Aschkenazy en prof. Ad Peperzak. Van 1992 tot 2010 was hij werkzaam als universitair hoofddocent aan de Katholieke Theologische Universiteit Utrecht. Thans is hij hoogleraar interreligieuze dialoog aan de Tilburg University. De titel van zijn oratie bij de aanvaarding van het ambt als hoogleraar op 6 april 2011 was: Dialoog tussen de religies: Toekomst of verleden tijd? Over het belang van de dialoog voor theologie en samenleving.

## Enkele publicaties
- Een donkere spiegel. Nederlandse katholieken over joden. Tussen antisemitisme en erkenning (2006)
- Interaction between Judaism and Christianity in History, Religion, Art and Literature (2009)
- Johannes Damascenus & Abu Qurra. De eerste christelijke polemiek met de islam (2011)
- Auf springt der Tod...Wilhelm Runge - Sophie van leer, Briefe aus eine holländischen Kollektion (2011)
- De geestelijke erfenis van paus Johannes Paulus II (2011)
- Van harem tot Fitna: Beeldvorming van de islam in Nederland 1848-2010 (boekpresentatie op 18 november 2011[2])

- Bibsys: 99049667
- Bibliothèque nationale de France: cb13599427m (data)
- CiNii: DA11867597
- Digitale Bibliotheek voor de Nederlandse Letteren: poor048
- Gemeinsame Normdatei: 121138674
- International Standard Name Identifier: 0000 0001 0896 3926
- Library of Congress Control Number: n95082961
- NARCIS: PRS1293120
- Nationale Bibliotheek van Tsjechië: jo2017967762
- Nationale bibliotheek van Australië: 61543601
- Nationale Bibliotheek van Israël: 987007266614805171
- Nederlandse Thesaurus van Auteursnamen: 074781790
- Réseau des bibliothèques de Suisse occidentale: 02-A003704935
- Système universitaire de documentation: 066921821
- Virtual International Authority File: 46933091
- WorldCat: E39PBJbxy6rKRJtGQYD4mpg3Qq